# Arménie na Letních olympijských hrách 2016
Arménie se účastnila Letní olympiády 2016.

## Medailové pozice
| Medaile | Jméno             | Sport    | Disciplína                 |
| ------- | ----------------- | -------- | -------------------------- |
| Zlato   | Artur Aleksanjan  | Zápas    | Muži řecko-římský do 98 kg |
| Stříbro | Simon Martirosjan | Vzpírání | Muži 105 kg                |
| Stříbro | Miran Arutjunjan  | Zápas    | Muži řecko-římský do 66 kg |
| Stříbro | Gor Minasjan      | Vzpírání | Muži +105 kg               |